# بيم فورتاين
بيم فورتاين (بالهولندية: Pim Fortuyn)‏ (نطق هولندي: [ˈpɪm fɔrˈtœyn]  ( أنصت) 19 فبراير 1948 – 6 مايو 2002) كان سياسي، موظف مدني، عالم إجتماع، مؤلف، كاتب عمود، أستاذ جامعة هولندي الذي أسس حزب قائمة بيم فورتاين عام 2002م.

## كتب (مختارات)
- Het zakenkabinet Fortuyn (A.W. Bruna, 1994)
- Beklemmend Nederland (A.W. Bruna, 1995), (ISBN 90-229-8234-3) (هولندا الظالمة)
- Uw baan staat op de tocht!: Het einde van de overlegeconomie (A.W. Bruna, 1995) (ISBN 90-229-8254-5 (وظيفتك في خطر: نهاية اقتصاد التشاور)
- Tegen de islamisering van onze cultuur: Nederlandse identiteit als fundament (A.W. Bruna, 1997), (ISBN 90-229-8338-2) (ضد أسلمة ثقافتنا: الهوية الهولندية كأساس)
- Zielloos Europa (Bruna, 1997), (ISBN 90-229-8352-8) (أوروبا بلا روح)
- 50 jaar Israel, hoe lang nog?: Tegen het tolereren van fundamentalisme (Bruna, 1998), (ISBN 90-229-8407-9) (عام إسرائيل، إلى متى: ضد التغاضي عن الأصولية)
- De derde revolutie (bruna, 1999) (الثورة الثالثة)
- De verweesde samenleving (Karakter Uitgevers, 2002) (ISBN 90-6112-931-1) (مجتمع اليتامى)
- أطلال ثماني سنوات من الأرجواني (Karakter Uitgevers, 2002), (ISBN 90-6112-911-7) (أنقاض ثمانية عام من الأرجواني)